# Rudolf Brandts
Rudolf Brandts (* 21. März 1913 in Mönchengladbach; † 18. November 2003 in Bergisch Gladbach) war ein deutscher Archivar. Er leitete von 1954 bis 1978 die Archivberatungsstelle Rheinland.

## Leben
Nach dem Studium in Tübingen und Bonn (1934–1939) und der Promotion in Bonn („Die Herzöge von Oberlothringen im Reich von 1048 bis zum Ausgang des salischen Kaiserhauses“) trat er 1942 in die Archivberatungsstelle unter der Leitung von Reichsoberarchivrat Dr. Wilhelm Kisky ein, in der er bis zu seinem Ruhestand 1978 tätig war.
Als Landeshistoriker erschloss er eine Reihe von Quellenbeständen in Regestenwerken.
Der Großvater von Rudolf Brandts, Franz Brandts, gründete 1890 als erster Vorsitzender den Volksverein für das katholische Deutschland.

## Werke
- Inventar des Archivs der Pfarrkirche St. Martin in Euskirchen. Düsseldorf: Archivberatungsstelle, 1956
- Inventar des Archivs der Pfarrkirche St. Antonius in Wickrath. Düsseldorf: Archivberatungsstelle, 1957
- (gemeinsam mit Carl Wilkes) Inventar der Urkunden des Archivs von Schloß Diersfordt bei Wesel. Essen 1957
- Haus Selikum. Neuss: Stadtarchiv, 1962
- Das Archiv im Hause zum Falkenstein in Neuss. Neuss: Stadtarchiv, 1964
- Inventar der Urkunden des Archivs der Pfarrkirche St. Aldegundis zu Emmerich. Köln: Rheinland-Verlag 1993